# Elizabeth Reaser
Elizabeth Ann Reaser (Bloomfield, Michigan, 1975. június 15. –) amerikai színésznő.

## Filmográfia

### Film
| Év   | Magyar cím                        | Eredeti cím                               | Szerep                   | Magyar hang    |
| ---- | --------------------------------- | ----------------------------------------- | ------------------------ | -------------- |
| 2001 | Kavalkád az élet                  | Thirteen Conversations About One Thing    | fiatal nő                |                |
| 2001 | A hitetlen                        | The Believer                              | Miriam                   |                |
| 2002 | Célkeresztben                     | Emmett's Mark                             | Alison Holmes            |                |
| 2004 |                                   | Mind the Gap                              | Malissa Zubach           |                |
| 2005 | Maradj!                           | Stay                                      | Athena                   | Huszárik Kata  |
| 2005 | Behajóztam az életébe…            | Sweet Land                                | Inge fiatalon            | Huszárik Kata  |
| 2005 | Kőkemény család                   | The Family Stone                          | Susannah Stone Trousdale | Németh Borbála |
| 2006 |                                   | Shut Up & Sing                            | Julep                    |                |
| 2006 | Puccini kezdőknek                 | Puccini for Beginners                     | Allegra                  |                |
| 2007 | Bíbor violák                      | Purple Violets                            | Bernadette               | Mahó Andrea    |
| 2008 | Alkonyat                          | Twilight                                  | Esme Cullen              | Peller Anna    |
| 2009 | Árral szemben                     | Against the Current                       | Liz Clark                | Huszárik Kata  |
| 2009 | Alkonyat – Újhold                 | The Twilight Saga: New Moon               | Esme Cullen              | Peller Anna    |
| 2010 | Alkonyat – Napfogyatkozás         | The Twilight Saga: Eclipse                | Esme Cullen              | Peller Anna    |
| 2011 | Rokonlelkek                       | The Art of Getting By                     | Charlotte Howe           | Bodor Böbe     |
| 2011 | Alkonyat: Hajnalhasadás – 1. rész | The Twilight Saga: Breaking Dawn – Part 1 | Esme Cullen              | Peller Anna    |
| 2011 | Pszichoszingli                    | Young Adult                               | Beth Slade               | Balsai Móni    |
| 2012 | Így jártam én                     | Liberal Arts                              | Ana                      |                |
| 2012 | Alkonyat: Hajnalhasadás – 2. rész | The Twilight Saga: Breaking Dawn – Part 2 | Esme Cullen              | Peller Anna    |
| 2015 | A kert                            | One and Two                               | Elizabeth                |                |
| 2015 | Hello, Doris vagyok               | Hello, My Name Is Doris                   | Dr. Edwards              |                |
| 2016 | Ouija: A gonosz eredete           | Ouija: Origin of Evil                     | Alice Zander             | Bertalan Ágnes |
| 2018 |                                   | Nightmare Cinema                          | Helen                    |                |
| 2020 |                                   | Embattled                                 | Susan Boykins            |                |

### Televízió
| Év        | Magyar cím                         | Eredeti cím                                  | Szerep                               | Megjegyzések                                 |
| --------- | ---------------------------------- | -------------------------------------------- | ------------------------------------ | -------------------------------------------- |
| 1998      |                                    | Sports Theater with Shaquille O'Neal         | Molly                                | 1 epizód                                     |
| 2000      | Maffiózók                          | The Sopranos                                 | Stace                                | 1 epizód                                     |
| 2002–2006 | Esküdt ellenségek: Bűnös szándék   | Law & Order: Criminal Intent                 | Serena Whitfield / Jillian Slaughter | 2 című epizód                                |
| 2004      | Hack – Mindörökké zsaru            | Hack                                         | Elaine Jones                         | 1 epizód                                     |
| 2004      |                                    | The Jury                                     | Rachel Byrnes                        | 1 epizód                                     |
| 2006      | Túsztárgyalók                      | Standoff                                     | Anya Reed                            | 1 epizód                                     |
| 2006      |                                    | Saved                                        | Alice Alden, M.D.                    | 13 epizód                                    |
| 2007–2008 | A Grace klinika                    | Grey's Anatomy                               | Ava / Rebecca Pope                   | 18 epizód                                    |
| 2008      |                                    | Wainy Days                                   | Annie                                | 1 epizód                                     |
| 2008–2009 |                                    | The Ex List                                  | Bella Bloom                          | 13 epizód                                    |
| 2010–2012 | A férjem védelmében                | The Good Wife                                | Tammy Linnata                        | 7 epizód                                     |
| 2013      |                                    | Bonnie and Clyde                             | PJ Lane                              | minisorozat (2 epizód)                       |
| 2014      | True Detective – A törvény nevében | True Detective                               | Laurie Perkins                       | 1 epizód                                     |
| 2015      | Mad Men – Reklámőrültek            | Mad Men                                      | Diana Baur                           | 2 epizód                                     |
| 2016–2019 |                                    | Easy                                         | Andi                                 | 5 epizód                                     |
| 2017      | Manhunt                            | Manhunt: Unabomber                           | Ellie Fitzgerald                     | 8 epizód                                     |
| 2017      |                                    | Law & Order True Crime: The Menendez Murders | Pam Bozanich                         | 7 epizód                                     |
| 2018      | A Hill-ház szelleme                | The Haunting of Hill House                   | Shirley Crain felnőttként            | - 8 epizód - magyar hangja: - Németh Borbála |
| 2019      | A szolgálólány meséje              | The Handmaid's Tale                          | Mrs. Winslow                         | 3 epizód                                     |
| 2020      |                                    | 50 States of Fright                          | Sara                                 | 2 epizód                                     |
| 2021      | American Crime Story: Impeachment  | Impeachment: American Crime Story            | Kathleen Willey                      | 2 epizód                                     |

## Díjak és jelölések
- Elnyert —  Newport Beach Film Festival, zsűrije díj - legjobb színésznő (film) (Behajóztam az életébe..., 2006)
- Jelölés — Independent Spirit Award, legjobb színésznő (Behajóztam az életébe..., 2007)
- Jelölés — Primetime Emmy-díj, legjobb vendégszínésznő (drámasorozat) (A Grace klinika, 2007)
- Jelölés — Screen Actors Guild-díj, Legjobb szereplőgárda (drámasorozat) (A Grace klinika, 2008)
- Jelölés — Prism Award, legjobb drámai előadás, többepizódos cselekmény (A Grace klinika, 2009)